# Fernando Garrasino
Óscar Fernando Garrasino (Paysandú, Uruguay, 1 de enero de 1977) es un exfutbolista uruguayo. Jugaba como delantero y su último club profesional y con el cual se retiró fue el PFC Botev Plovdiv de la Primera Liga de Bulgaria.[cita requerida]
Es recordado en el fútbol Guatemalteco especialmente en el Club Xelajú M.C. en donde jugó durante 2 años .[cita requerida] y donde fue ganador del Trofeo Juan Carlos Plata otorgado al goleador del Torneo Clausura 2004..[cita requerida]
También fue jugador del Motagua de Honduras, donde tendría un breve paso para llegar al fútbol de ascenso en Grecia..[cita requerida]

## Clubes
| Club                                  | País      | Año        |
| ------------------------------------- | --------- | ---------- |
| Peñarol/.[cita requerida]             | Uruguay   | 1994- 1997 |
| M. Wanderers.[cita requerida]         | Uruguay   | 1997       |
| Rampla Juniors.[cita requerida]       | Uruguay   | 1998       |
| Paysandú Bella Vista.[cita requerida] | Uruguay   | 1999       |
| Liverpool.[cita requerida]            | Uruguay   | 2000       |
| Racing.[cita requerida]               | Uruguay   | 2001       |
| Zacapa.[cita requerida]               | Guatemala | 2001-2002  |
| Xelajú.[cita requerida]               | Guatemala | 2002-2004  |
| Motagua.[cita requerida]              | Honduras  | 2005       |
| Acharnaikos F.C..[cita requerida]     | Grecia    | 2005-2007  |
| Rodos FC.[cita requerida]             | Grecia    | 2007-2008  |
| AS Lamia.[cita requerida]             | Grecia    | 2008-2009  |
| PFC Botev Plovdiv.[cita requerida]    | Bulgaria  | 2009-2010. |

## Palmarés

### Distinciones individuales
| Distinción                                | Año                   |
| ----------------------------------------- | --------------------- |
| Trofeo Juan Carlos Plata.[cita requerida] | 2004.[cita requerida] |